# Epsilon Coronae Australis
Désignations
Epsilon Coronae Australis (ε Coronae Australis / ε CrA) est une binaire à éclipses de cinquième magnitude de la constellation de la Couronne australe. C'est l'étoile variable de type W Ursae Majoris la plus brillante du ciel nocturne. D'après la mesure de sa parallaxe annuelle par le satellite Gaia, le système est situé à environ ∼ 103 a.l. (∼ 31,6 pc) de la Terre. Il s'en éloigne à une vitesse radiale héliocentrique de +58 km/s.

## Propriétés
Epsilon Coronae Australis est une binaire à éclipses de type W Ursae Majoris, ce qui indique que les deux étoiles sont quasiment en contact. Sa magnitude apparente varie entre 4,74 et 5,00 selon une période de 14,19 heures. Sa composante primaire est une étoile jaune-blanc de la séquence principale de type spectral F4V Fe-0,8 et d'une température de surface de 6 481 K. Yildiz (2014) a estimé que l'âge du système est de 2,83 ± 0,28 milliards d'années en se basant sur l'étude de ses propriétés et en estimant son taux de transfert de masse. Il a déterminé que les masses actuelles des deux étoiles sont de 1,72 ± 0,04 et de 0,22 ± 0,02 masses solaires, respectivement, ayant évolué à partir de leurs masses d'origine de 1,06 ± 0,03 et de 2,18 ± 0,06 masses solaires.